# Sima Ćirković
Sima Ćirković (Osijek, 29. siječnja 1929. – Beograd, 14. studenog 2009.) srpski je povjesničar i akademik SANU. Njegov je znanstveni opus izuzetno opširan, a najznačajniji su mu sintetički pregledi Istorija srednjovekovne bosanske države i Srbi u srednjem veku. Smatra se za jednog od najvećih stručnjaka za srednjovjekovnu srpsku i bosanskohercegovačku povijest.

## Djela objavljena u Hrvatskoj
- "Srednjevekovna srpska država: izabrani izvori" Školska knjiga, Zagreb - 1959.
- "Srbi među europskim narodima" Golden marketing - Tehnička knjiga, Zagreb 2008. ISBN 978-953-212-338-8